# Hijum
Hijum is een dorp in de gemeente Leeuwarden, in de Nederlandse provincie Friesland. Hijum ligt tussen Stiens en Hallum aan de Hijummervaart en de N357. Aan de dorpsrand ligt een kleine camping. In 2023 telde het dorp 410 inwoners.

## Geschiedenis
Het dorp is ontstaan op een oude kwelderwal. De naam komt waarschijnlijk van het Friese hiem (erf). In de 12e eeuw werd een dijk aangelegd waardoor Hijum binnendijks kwam te liggen. De plaats kwam in bezit van het klooster Mariëngaarde uit Hallum. De adellijke geslachten Abinga en Emminga hadden ook een zekere macht.
De Abinga's behoorden tot de Vetkopers. Toen keizer Karel V in 1511 werd ingehuldigd als landsheer van Friesland, weigerde Binnert Abinga de eed van trouw aan de nieuwe landsheer af te leggen. Daarop werd zijn bezit overgenomen door Hessel van Martena (naar wie het Martenahuis in Franeker is genoemd).
Na de Reformatie werden Hijum en Finkum tweelingdorpen. Het verenigingsleven was gecombineerd, en het jaarlijkse dorpsfeest werd beurtelings in een van beide dorpen gehouden. Hijum was het grootste dorp van de twee. Het inwonertal schommelde lange tijd rond de 300; de middenstand van de beide dorpen woonde hier; en er was een cichoreifabriekje gevestigd. Na 1945 is het aantal inwoners toegenomen doordat inwoners uit Leeuwarden zich in Hijum vestigden.
Tot 2018 behoorde Hijum tot de gemeente Leeuwarderadeel.

## Kerken
De kerk van Hijum stamt uit de 12e eeuw die gewijd is aan Sint-Nicolaas, de beschermheilige van de zeelieden. Mogelijk woonden er destijds schippers in het dorp. Via Oude Leije bestond een verbinding met de Middelzee. Rond 1900 is de terp waar de kerk op staat voor een groot gedeelte afgegraven. De kerk is tegenwoordig eigendom van de Stichting Alde Fryske Tsjerken. De andere kerk is de Gereformeerde kerk uit 1877.

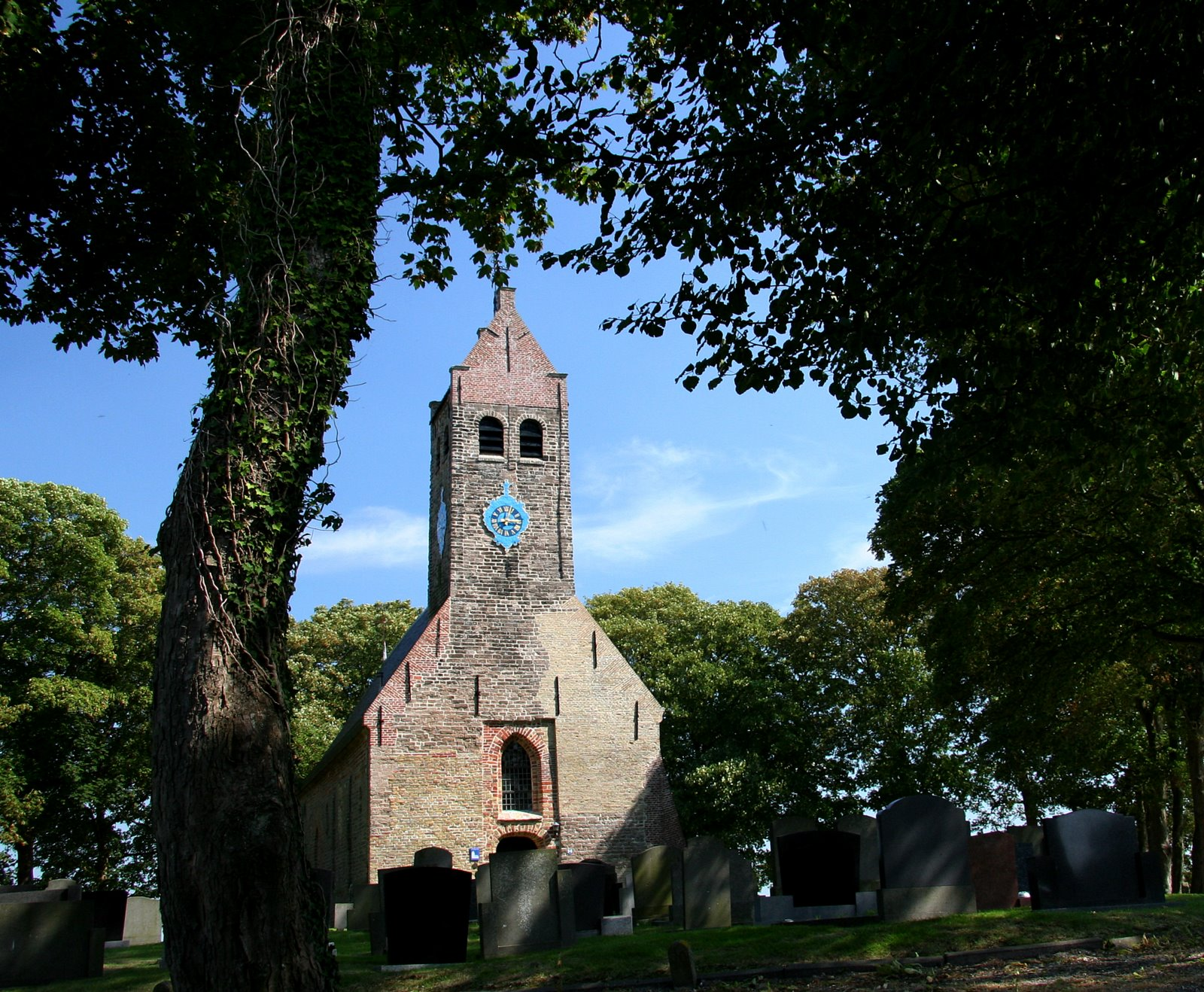
Nicolaaskerk
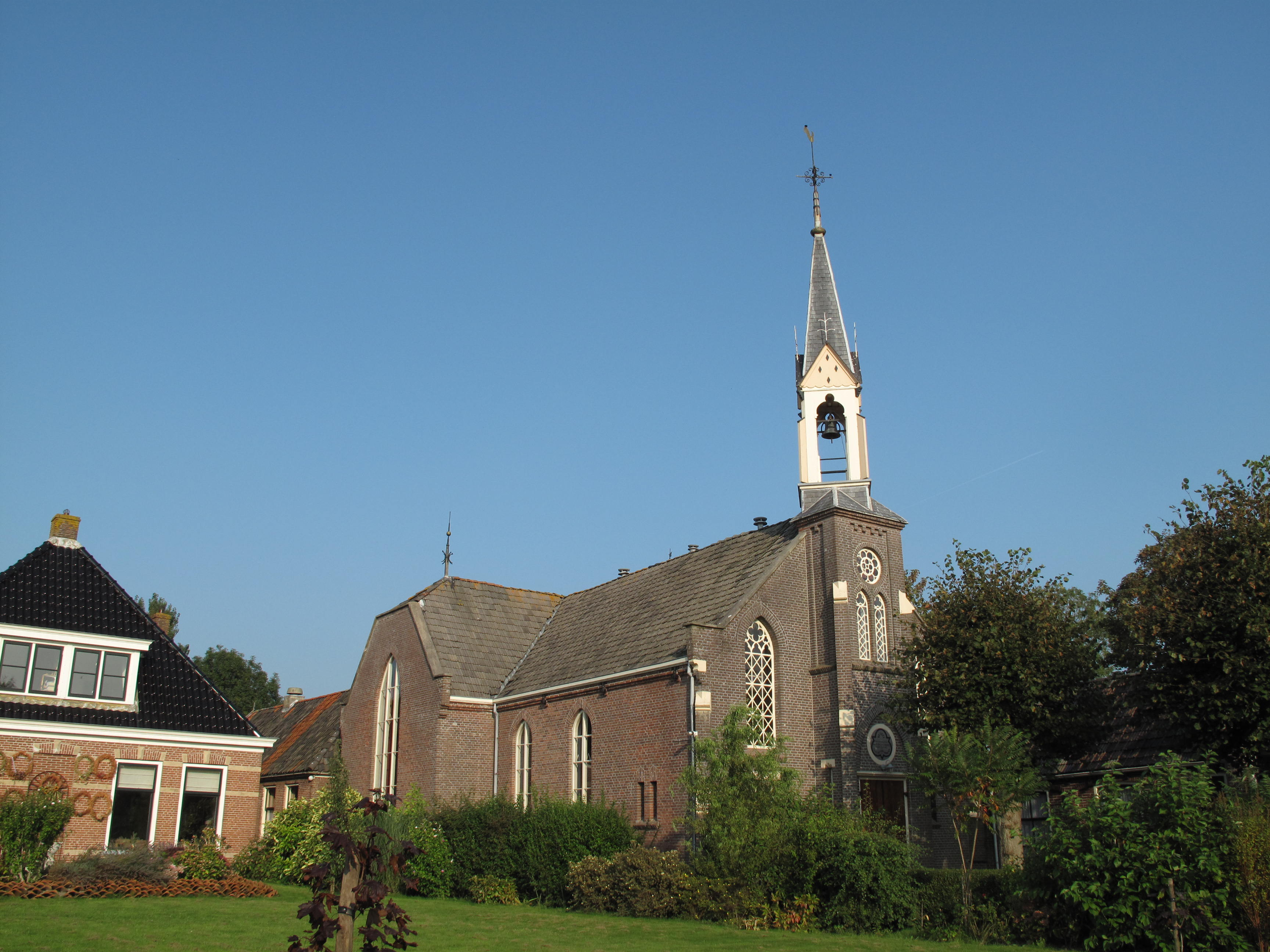
Gereformeerde kerk Bethel

## Treinstation
Het dorp heeft een stopplaats gehad aan de voormalige spoorlijn Leeuwarden - Anjum. De stopplaats, met een station was geopend van 1901 tot en met 1940.

## Sport
Samen met Finkum is er een kaatsvereniging 'In nij begjin', en verder is er de korfbalvereniging 'Mei Nocht en Wille',

## Cultuur
Het dorp heeft een fanfare, Crescendo en een toneelvereniging Ús nocht. Het dorp heeft een eigen dorpshuis, De Kampioen geheten en eind november vindt er Frogrock plaats.

## Onderwijs
Het dorp heeft een eigen basisschool, OBS Arjen Roelofsskoalle.

## Geboren in Hijum
- Arjen Roelofs (1754-1828), sterrenkundige.
- Aukje Wijbenga (1927-2009), boerin en schrijfster
- Willem Poelstra (1975-1999), marathonschaatser